# کورشده از نور
کورشده از نور (لهستانی: Ślepnąc od świateł ؛ ‏انگلیسی: Blinded by the Lights) یک مجموعه تلویزیونی لهستانی است که در سال ۲۰۱۸ منتشر شد.

## بازیگران
- کامیل نوژینسکی
- یان فریچ
- روبرت وینتسکیویچ
- سزاری پازورا
- اریک لوبوس
- زبیگنیف سوشنسکی
- آلدونا اورمان
- آگنیشکا ژولفسکا
- الیزا ریتسمبل
- اِوا اسکیبینسکا
- ماریا دنبسکا
- کاتاژینا هرمان
- اِوا شیکولسکا
- مارتا مالیکوفسکا
- میخاو چرنتسکی
- کاتاژینا اسکارژانکا
- یانوش خابیور
- کارول پوخچ